# یاری هروی کاتب
یاری هروی کاتب (درگذشت ۹۸۰ ه‍.ق) از خوشنویسان زبردست خط نستعلیق سده دهم هجری در هرات است.
او از شاگردان محمد اوبهی بود و خطش را به پاکیزگی و مزه ستوده‌اند و گفته‌اند که جلی و خفی (درشت و ریز) هر دو را خوش می‌نوشت. از آثار او معلوم است که باید وی را یکی از خوشنویسان زبردست سده دهم دانست.
او شاعر هم بود و برخی از اشعارش به خط خود وی موجود است. گفته شده که از هرات بیرون نرفت و چنانچه هدایت الله سپهر در تذکره خوشنویسان ذکر کرده در سال ۹۸۰ ه‍.ق در آن شهر بدرود حیات گفته‌است.
او هم عصر با تذهیب‌کار و نقاش و خوشنویس زبردست یاری هروی مذهب و همچنین خوشنویس نام دار یاری شیرازی می‌زیست که تشابه اسمی و تشابه تخصص نباید موجب اشتباه در یکی دانستن آنها شود.
برخی یاری هروی را از شاگردان محمدقاسم شادیشاه ذکر کرده‌اند ولی مشخص نکرده‌اند مراد یاری هروی کاتب است یا مذهّب